# Битка при Саламин
Битката при Саламин е морско сражение между гръцкия и персийския флот, което се състои на 28 септември 480 г. пр. Хр. в Сароническия залив край остров Саламина в Егейско море. То е част от Втората гръко-персийска война и завършва с блестяща победа за гърците, която обръща хода на войната в тяхна полза.

## Предистория
След битката при Термопилите персийската армия водена от Ксеркс I навлиза във вътрешността на Гърция. Тези области, които оказват дори и малка съпротива срещу персите, са разорени. Фокида е изпепелена заради участието на нейни войски при Термопилите; по същата причина е смазана и Теспия, а Платея е наказана заради факта, че се е била срещу персите в битката при Маратон в предишната гръко-персийска война, както и за участието на нейни кораби в сблъсъка при Артемизия, който е едновременен с битката при Термопилите. Наказателните акции на Ксеркс постигат донякъде целта си – градовете на Беотия му се подчиняват и, в духа на времето, са принудени да му дадат войски. Скоро след това персите навлизат в Атика.
В това време жителите на Атина напускат града. Повечето от жените и децата са изпратени в Тройзена, други в Егина, а останалите и всички здрави мъже се събират на недалечния остров Саламин. В града остават главно жреци и малцина патриоти, които оказват упорита съпротива при последвалото превземане и опожаряване на града.

## Гръцкия лагер преди битката и хитростта на Темистокъл
Тъй като Саламин не е далеч, събралите се там гърци наблюдават дима от пожарищата в Атика и след вестта за падането на Атина и разрушаването на храма на богинята Атина Палада, бойният им дух съвсем спада. В гръцкия лагер се появяват разногласия. Опирайки се на предсказание дадено от Делфийския оракул, че гърците ще победят персите, защитавайки се с помощта на дървени стени, една част настоява да се приберат по домовете си и да се защитават зад стените на градовете си. Атинянинът Темистокъл обаче тълкува предсказанието в смисъл че „дървените стени“ са корабите, с които трябва да се даде сражение на персийския флот. Накрая успява да наложи мнението си, но сега пелопонесците настояват морската битка да бъде при Коринтския провлак, който да бъде преграден със стена, за да могат гърците при евентуален неуспех по море да се оттеглят зад стената в Пелопонес. Известна част от воините дори се прехвърлят в Пелопонес и започва строителство на стената.
Темистокъл привлича на своя страна водача на гръцкия флот (т. нар. наварх) спартанецът Еврибиад и двамата доказват, че най-доброто място за битката е тесния проток край Саламин, където огромният персийски флот няма да може да се развърне в цялата си мощ и че дори и по-малките гръцки кораби ще могат да се сражават успешно, използвайки повратливостта си. Въпреки че неговия план е приет, брожението сред войските е много силно и Темистокъл прибягва до хитрост. Той изпраща тайно един от най-верните си роби при персийския цар Ксеркс I с уж сигурното донесение, че гръцкия флот се готви да напусне Саламин и да се отправи към Коринтския провлак, където да се обединят морските и сухопътните сили на гърците. Ксеркс се хваща на уловката и заповядва пътят на гръцкия флот да бъде преграден, в резултат на което една част (египетския флот) блокира протока между Саламин и Мегара, а основната част на флота приближава Саламин, за да сложи край на войната с една последна морска битка.

## Сили на страните

### Гърци
Според Херодот (VIII. 43 – 48) броят на гръцките кораби е 380:
| Полис (град)      | Брой на корабите | Брой на корабите | Полис (град)      | Брой на корабите | Брой на корабите | Полис (град)      | Брой на корабите | Брой на корабите |
| Полис (град)      |                  | ±                | Полис (град)      |                  | ±                | Полис (град)      |                  | ±                |
| Атина             | 180              | --               | Коринт            | 40               | --               | Егина             | 30               | --               |
| Халкедон          | 20               | --               | Мегара            | 20               | --               | Спарта            | 16               | --               |
| Сикион            | 15               | --               | Епидавър          | 10               | --               | Еретрия           | 7                | --               |
| Амбракия          | 7                | --               | Трезена           | 5                | --               | Наксос            | 4                | --               |
| Левкада           | 3                | --               | Хермион           | 3                | --               | Стира             | 2                | --               |
| Китнос            | 1                | 1                | Кеос              | 2                | --               | Милос             | --               | 2                |
| Сифнос            | --               | 1                | Сериф             | --               | 1                | Кротоне           | 1                | --               |
| общо за колоната: | 226              | 228              | общо за колоната: | 80               | 81               | общо за колоната: | 61               | 63               |
| Всичко общо:      | 371-372          | 371-372          | 371-372           | 371-372          | 371-372          | 371-372           | 371-372          | 371-372          |

Но Есхил, който е пряк участник в битката, където загубва брат си, намалява това число до 310.

### Перси
За числеността на персийския флот в битката също няма сигурни данни. Според Есхил той брои 1207 кораба. Това число се дава и от Ефор, приблизително толкова съобщават Диодор Сицилийски и Лизий, а Ктезий дава числото 1000.
Съвременните изследователи приемат за реална бройка 650 или 800 кораба, тъй като 1207 са корабите в началото на похода на Ксеркс, а преди битката при Саламин има загубени кораби в буря в Егейско море, както и в битката при нос Артемизион.

## Планове на страните и построение на флотите
След като персийския флот пристига пред Саламин, при настъпването на нощта персите стоварват голям отряд пехота на островчето Пситалея, намиращо се между Саламин и континента и в центъра на планираната от тях битка. Те предвиждат да го използват като база за сигурен пристан на повредените си кораби и в същото време ако повреден гръцки кораб хвърли котва край него, пехотата да го унищожи.
Ксеркс се установява на планината Егалей, която господства над пролива, за да може да наблюдава хода на битката.
Персийският флот е подреден според етническия състав на екипажите на корабите в него, за да се улесни комуникацията между говорещите различни езици екипажи. На дясното крило са разположени финикийците, които са основната морска сила на персийския флот, в средата са персите с наварха на флота, а на лявото – гърците, които вече са на служба при персите. Според Диодор йонийците изпращат тайно в гръцкия лагер един самосец, който съобщава на Еврибиад и Темистокъл персийските планове, както и това, че след началото на боя йонийците ще минат на гръцка страна.
Като най-опитни моряци, от гръцка страна на лявото крило застават атиняните и спартанците, за да бъдат по този начин срещу финикийците. На дясното са егинците и мегарците, в центъра са всички останали. Флотът заема позиция в протока между Саламин и Хераклея.

## Битката
На разсъмване двата флота тръгват един срещу друг. Когато се приближават обаче, гръцкият център, започва да гребе назад. Персите решават, че гърците бягат и се престрояват в клин. Според Плутарх елините сякаш очакват нещо и когато персийския флот навлиза в пролива, вълни, вдигнати от утринния вятър, тласват персите отзад и някои от корабите излизат от строя, обръщайки се с борд към гърците, ставайки по този начин лесна мишена за тараните на гръцките триери. Големите персийски кораби не могат да маневрират в тесния пролив и се струпват в хаотична купчина в средата му, докато гърците успяват да запазят бойния си строй и с фланговете си, останали напред, обхващат персийския флот в клещи. Персите се опитват да маневрират, но се отказват пред опасността да се протаранят един друг. Битката е много оспорвана, но когато финикийците са обърнати в бягство и егинските кораби удрят персите във фланг, целият флот побягва.
Докато трае битката в морето, атинянинът Аристид събира от хоплитите, наблюдаващи сражението от брега, голям отряд и превзема островчето Пситалея, разбивайки оставеният там през нощта персийски гарнизон, като по този начин лишава противника от място, където да акостират повредените му кораби.

## Последствията и втората хитрост на Темистокъл
Като резултат персите губят в битката най-малко 200 кораба, а гърците 40. Сломеният гръцки боен дух е възвърнат. Въпреки това персийският флот остава достатъчно силен за бъдещи бойни действия. Според Диодор Ксеркс наказва със смърт финикийските предводители на флота (персийският загива в битката), в резултат на което финикийците се връщат по родните си места. Самият Ксеркс, разочарован и разтревожен от загубата се връща в Персия с голяма част от войската, като оставя в Гърция 300 000 души под водачеството на Мардоний, за да продължат бойните действия. Според Херодот Мардоний сам предлага на Ксеркс да се оттегли, а според Корнелий Непот Темистокъл отново изпраща човек с фалшиво донесение в стана на персите, което гласи, че гърците смятат да разрушат понтонните мостове, по които преминава войската им в началото на похода и по този начин да им отрежат пътя назад, в резултат на което уплашеният Ксеркс се оттегля.